# Татаржицкий, Владимир Сергеевич
Владимир Сергеевич Татаржицкий — советский футболист и судья, вратарь. Судья всесоюзной категории (10.05.1966).

## Биография
Играл в футбол на первенство Куйбышева и КФК.
Трижды входил в число 10 лучших арбитров РСФСР. В 1969 году в качестве главного судьи работал на четырёх матчах чемпионата СССР.
В течение 20 лет инспектировал матчи всех лиг чемпионатов СССР и России.
30 лет возглавлял областную федерацию футбола.
Награждён дипломом ФИФА, почетными дипломами Международного Олимпийского комитета и Олимпийского комитета России за вклад в развитие футбола.
Указом Президента РФ от 19.10.1995 г. № 1062 Татаржицкому, на тот момент председателю Самарской областной федерации футбола, присвоено звание «Заслуженный работник физической культуры РФ».